# 1991 GB1
1991 GB1 är en asteroid i huvudbältet som upptäcktes den 8 april 1991 av den amerikanska astronomen Eleanor F. Helin vid Palomarobservatoriet.
Asteroiden har en diameter på ungefär 2 kilometer och den tillhör asteroidgruppen Hungaria.